# The unraveling
The Unraveling (estilizado como THE UNRAVELING) es un EP de 7 canciones, que fue lanzado por DIR EN GREY el 4 de abril de 2013. El EP (o Mini-Álbum) contiene 7 canciones en un CD. El EP fue lanzado en 3 versiones distintas; una regular que contiene las 7 canciones originalmente anunciadas, una limitada que básicamente contiene las mismas 7 canciones en un CD e incluye un DVD; y otra de lujo limitada que contiene el CD de 7 canciones, un segundo CD con 3 canciones (una nueva más y dos que son versiones "unplugged" de otras dos del mismo álbum) y un DVD.
Fue anunciado oficialmente por DIR EN GREY el 25 de diciembre de 2012, a solo 6 días de su último lanzamiento, el sencillo "Rinkaku" el día 19 de diciembre.

## Versión regular

### DISC 1: CD
| N.º | Título                       | Duración |  |
| 1.  | «Unraveling»                 | 04:42    |  |
| 2.  | «業» (KARMA)                 | 03:43    |  |
| 3.  | «かすみ» (KASUMI)            | 04:08    |  |
| 4.  | «鴉» (KARASU)                | 05:36    |  |
| 5.  | «Bottom of the death valley» | 06:25    |  |
| 6.  | «Unknown.Despair.Lost»       | 04:47    |  |
| 7.  | «THE FINAL»                  | 04:15    |  |

## Versión Limitada

### DISC 1: CD
| N.º | Título                       | Duración |  |
| 1.  | «Unraveling»                 | 04:42    |  |
| 2.  | «業» (KARMA)                 | 03:43    |  |
| 3.  | «かすみ» (KASUMI)            | 04:08    |  |
| 4.  | «鴉» (KARASU)                | 05:36    |  |
| 5.  | «Bottom of the death valley» | 06:25    |  |
| 6.  | «Unknown.Despair.Lost»       | 04:47    |  |
| 7.  | «THE FINAL»                  | 04:15    |  |

### DISC 2: DVD
| N.º | Título                                   | Duración |  |
| 1.  | «THE UNRAVELING (Scenes From Recording)» | n/a      |  |

## Versión Deluxe

### DISC 1: CD
| N.º | Título                       | Duración |  |
| 1.  | «Unraveling»                 | 04:42    |  |
| 2.  | «業» (KARMA)                 | 03:43    |  |
| 3.  | «かすみ» (KASUMI)            | 04:08    |  |
| 4.  | «鴉» (KARASU)                | 05:36    |  |
| 5.  | «Bottom of the death valley» | 06:25    |  |
| 6.  | «Unknown.Despair.Lost»       | 04:47    |  |
| 7.  | «THE FINAL»                  | 04:15    |  |

### DISC 2: CD
| N.º | Título                        | Duración |  |
| 1.  | «MACABRE»                     | 16:18    |  |
| 2.  | «Unraveling (Unplugged Ver.)» | 05:03    |  |
| 3.  | «THE FINAL (Unplugged Ver.)»  | 05:50    |  |

### DISC 3: DVD
| N.º | Título                                                        | Duración |  |
| 1.  | «輪郭 (Shot In One Take)» (RINKAKU (Shot In One Take))        | n/a      |  |
| 2.  | «霧と繭 (Shot In One Take)» (Kiri To Mayu (Shot In One Take)) | n/a      |  |
| 3.  | «滴る朦朧 [LIVE]» (Shitataru Mourou [LIVE])                   | n/a      |  |
| 4.  | «獣慾 [LIVE]» (Juuyoku [LIVE])                                | n/a      |  |
| 5.  | «INTERVIEW ON THE UNRAVELING»                                 | n/a      |  |
| 6.  | «THE UNRAVELING (Scenes From Recording)»                      | n/a      |  |

## Cronología de THE UNRAVELING
- 19 de diciembre de 2012: Se lanza el sencillo RINKAKU.

- 25 de diciembre de 2012: Se anuncia oficialmente el lanzamiento de un nuevo "Mini-Album".

- 24 de enero de 2013: Se revela el tracklist de THE UNRAVELING.

- 1 de marzo de 2013: Se revelan las ilustraciones de THE UNRAVELING, cada versión con una diferente.

- 19 de marzo de 2013: Se publica un adelanto de 18 segundos de la canción "Unraveling".

- 21 de marzo de 2013: Se publica un segundo adelanto de 17 segundos de la canción "Unraveling".

- 3 de abril de 2013: Lanzamiento oficial

## Nota por canción
Cabe destacar que la mayoría de las canciones del álbum son remakes o regrabaciones, a excepción de Unraveling

### Disco 1
1. Unraveling
Única canción nueva en el álbum.
2. 業 (KARMA)
Originalmente lanzada como videoclip en el álbum de vídeos 「楓」〜if trans…〜 (「Kaede」〜if trans…〜).
3. かすみ (KASUMI)
Originalmente lanzada como el decimoséptimo sencillo, que sería incluida en el álbum de 2003 VULGAR.
4. 鴉 (KARASU)
Originalmente lanzada como pista número 14, en el álbum de 2002 鬼葬 (Kisou). El nombre de la canción original es escrito como 鴉-karasu-
5. Bottom of the death valley
Originalmente lanzada como pista número 5, en el álbum de 2002 鬼葬 (Kisou).
6. Unknown.Despair.Lost
Originalmente lanzada como pista número 2 (o cara B), en el primer sencillo de la banda, JEALOUS, del año 1998. El nombre de la canción original es escrito como Unknown...Despair...A Lost.
7. THE FINAL
Originalmente lanzada como el decimoctavo sencillo, que sería incluida en el álbum de 2005 Withering to death..